# Яухоярви, Сами
Са́ми Я́ухоярви (фин. Sami Jauhojärvi; род. 5 мая 1981, Юлиторнио, Лаппи) — финский лыжник, олимпийский чемпион 2014 года в командном спринте, трёхкратный призёр чемпионатов мира, победитель этапа Кубка мира.

## Карьера
В Кубке мира Яухоярви дебютировал в 2001 году, в марте 2009 года одержал свою первую и единственную победу на этапе Кубка мира. Кроме этой победы имеет на своём счету 5 попаданий в тройку на этапах Кубка мира, 3 в личных гонках и 2 в командных. Лучшим достижением Яухоярви в общем итоговом зачёте Кубка мира является 4-е место в сезоне 2008/09.
На Олимпиаде-2006 в Турине стартовал в трёх гонках: дуатлон 15+15 км — 20-е место, 15 км классикой — 9-е место, спринт — 61-е место.
На Олимпиаде-2010 в Ванкувере показал следующие результаты: спринт — 12-е место, дуатлон 15+15 км — не финишировал, эстафета 5-е место, масс-старт 50 км — 20-е место.
На Олимпиаде 2014 года в Сочи стал олимпийским чемпионом в командном спринте вместе с Ийво Нисканеном, а также занял 17 место в гонке на 15 км с раздельным стартом, 32-е в марафоне на 50 км, а также участвовал в эстафете, где финны заняли шестое место.
За свою карьеру принимал участие в четырёх чемпионатах мира, на которых завоевал две бронзовые награды.
Использует лыжи и ботинки производства фирмы Fischer.

## Спортсмен года в Финляндии
13 января 2015 года в Хельсинки на ежегодном мероприятии Suomen Urheilugaala вместе с Ийво Нисканеном объявлен спортсменом года.